# 1000-km-Rennen von Monza 1980

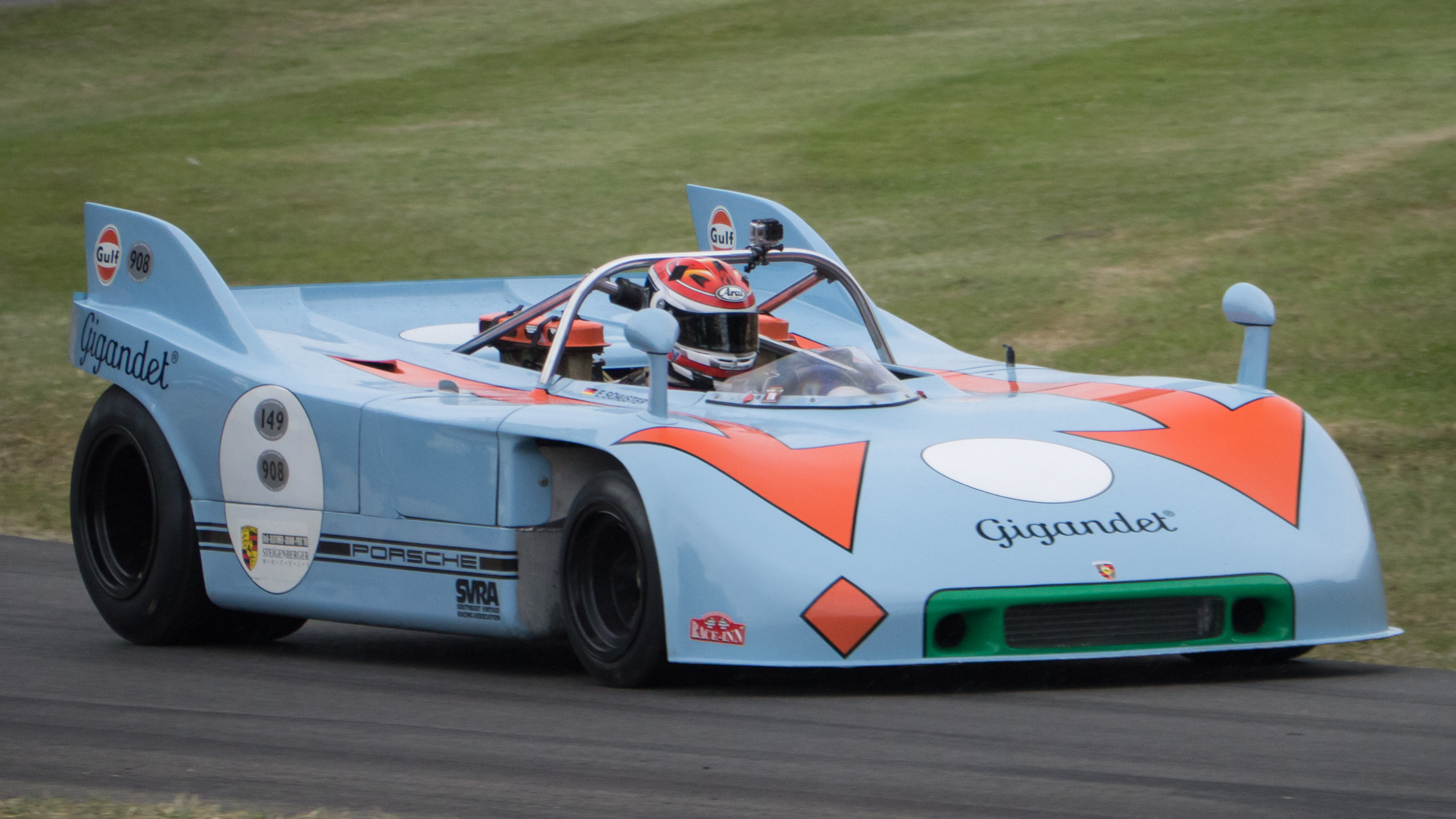
Auf einem zehn Jahre alten Porsche 908/3 erreichten Siegfried Brunn und Herbert Müller den 13. Rang in der Gesamtwertung

Das 21. 1000-km-Rennen von Monza, auch 1000 km di Monza, Autodromo Nazionale di Monza, fand am 27. April 1980 auf dem Autodromo Nazionale Monza statt und war der fünfte Wertungslauf der Sportwagen-Weltmeisterschaft dieses Jahres.

## Das Rennen
Das 1000-km-Rennen von Monza 1980 war ein Rennen der Überraschungen. Schnellster Wagen im Qualifikationstraining war der international unbekannte Capoferri M1, den Renzo Zorzi regelmäßig in der italienischen Gruppe-6-Meisterschaft fuhr. Zorzi erzielte eine Bestzeit von 1:45,900 Minuten, was einem Schnitt von 197,074 km/h entsprach. Im Rennen überhitzte der Cosworth-DFV-Motor und der Wagen musste bereits nach 26 gefahrenen Runden abgestellt werden.
Die Rennentscheidung fiel drei Runden vor Schluss, als der führende Henri Pescarolo im Porsche 935/77A zum ungeplanten Nachtanken an die Boxen musste. Während der Porsche betankt wurde, übernahm die Südafrikanerin Desiré Wilson im De Cadenet Lola LM die Rennspitze und gewann mit ihrem Teamkollegen Alain de Cadenet mit einem Vorsprung von zehn Sekunden auf Pescarolo und Jürgen Barth im Porsche. Desiré Wilson war nach Lella Lombardi die zweite Frau, die einen Wertungslauf der Sportwagen-Weltmeisterschaft gewinnen konnte.

## Ergebnisse

### Schlussklassement
| 1               | S + 2.0 | 34 | Alain de Cadenet              | Alain de Cadenet Desiré Wilson                        | De Cadenet Lola LM           | 183 |
| 2               | Gr. 5   | 21 | Sportwagen                    | Jürgen Barth Henri Pescarolo                          | Porsche 935/77A              | 183 |
| 3               | Gr. 5   | 1  | Lancia Corse                  | Riccardo Patrese Walter Röhrl                         | Lancia Beta Montecarlo Turbo | 182 |
| 4               | Gr. 5   | 18 | Vegla Racing Team             | Dieter Schornstein Harald Grohs                       | Porsche 935/77A              | 180 |
| 5               | Gr. 5   | 2  | Lancia Corse                  | Eddie Cheever Piercarlo Ghinzani                      | Lancia Beta Montecarlo Turbo | 176 |
| 6               | S 1.6   | 65 | Ruggero Parpinelli            | Ruggero Parpinelli Silvano Frisori                    | Osella PA6                   | 170 |
| 7               | Gr. 5   | 19 | Vittorio Coggiola             | Vittorio Coggiola Giorgio Schön                       | Porsche 935                  | 170 |
| 8               | S + 2.0 | 33 | BMW Zol-Auto                  | Laurent Ferrier François Sérvanin                     | BMW M1                       | 167 |
| 9               | S 2.0   | 48 | Carlo Franchi                 | Carlo Franchi Marcello Gallo                          | Osella PA8                   | 166 |
| 10              | Gr. 5   | 15 | Erich Schiebler               | Anton Fischhaber Ralf Walter Erich Schiebler          | Porsche 935                  | 162 |
| 11              | S 2.0   | 56 | Giuseppe Bottura              | Giuseppe Bottura Giuseppe Pellin                      | March 75S                    | 156 |
| 12              | Gr. 5   | 3  | Jolly Club                    | Carlo Facetti Gianfranco Ricci                        | Lancia Beta Montecarlo Turbo | 155 |
| 13              | S + 2.0 | 35 | Siegfried Brunn               | Siegfried Brunn Herbert Müller                        | Porsche 908/3                | 149 |
| Ausgefallen     |         |    |                               |                                                       |                              |     |
| 14              | S 1.6   | 64 | Scuderia Vesuvio              | Roberto Marazzi Pasquale Vecchione                    | Osella PA8                   | 169 |
| 15              | S + 2.0 | 31 | Scuderia Supercar Bellancauto | Spartaco Dini Fabrizio Violati                        | Ferrari 512 BB               | 107 |
| 16              | S 2.0   | 42 | Giorgio Francia               | Giorgio Francia Remo Ramanzini                        | Osella PA8                   | 107 |
| 17              | GT      | 26 | Claudio Magnani               | Claudio Magnani Sergio Rombolotti                     | Lancia Stratos               | 105 |
| 18              | GT      | 22 | Dei Fiori                     | Franco Berruto Franco Pizzato Michele Licheri         | Porsche Carrera RSR          | 103 |
| 19              | S 1.6   | 63 | Mario Benusiglio              | Mario Benusiglio Luigi de Angelis Renato Benusiglio   | Osella PA5                   | 92  |
| 20              | S 2.0   | 47 | Enrico Gaglliotto             | Enrico Gaglliotto Willi Lovato                        | Osella PA7                   | 90  |
| 21              | S 2.0   | 43 | Scuderia Ateneo               | Mario Casoni Eugenio Renna Luigi Moreschi             | Osella PA7                   | 87  |
| 22              | S 1.6   | 68 |                               | Ezio Baribbi Eugenio Renna Gianfranco Palazzoli       | Osella PA7                   | 86  |
| 23              | Gr. 5   | 6  | Giuseppe Piazzi               | Giuseppe Piazzi Sandro Cinotti                        | Fiat X1/9                    | 83  |
| 24              | S 2.0   | 51 | Vito Veninata                 | Vito Veninata Giovanni Cascone                        | Osella PA6                   | 82  |
| 25              | Gr. 5   | 11 | William Sala                  | Carlo Pietromarchi Marco Micangeli Massimo Faraci     | De Tomaso Pantera            | 77  |
| 26              | Gr. 5   | 5  | Gerd Reiss                    | Albrecht Krebs Gerd Reiss                             | BMW 320i                     | 63  |
| 27              | T       | 7  | Angelo Chiapparini            | Ademaro Massa Giancarlo Galimberti Angelo Chiapparini | Alfa Romeo Alfetta GTV       | 59  |
| 28              | S 1.6   | 69 | Piergiorgio Provolo           | Piergiorgio Provolo Francesco Cerulli-Irelli          | AMS                          | 46  |
| 29              | S 2.0   | 53 | Secondo Ridolfi               | Pasquale Barberio Secondo Ridolfi                     | Lola T284                    | 45  |
| 30              | S 2.0   | 46 | Arcadio Pezzali               | Mauro Nesti Arcadio Pezzali                           | Osella PA8                   | 36  |
| 31              | S 2.0   | 54 | Georges Morand                | Jacques Boillat Georges Morand                        | Lola T296                    | 33  |
| 32              | S + 2.0 | 32 | Renzo Zorzi                   | Renzo Zorzi Claudio Francisci                         | Capoferri M1                 | 26  |
| 33              | S 2.0   | 44 | Pasquale Anastasio            | Pasquale Anastasio Giampaolo Ceraolo                  | Osella PA7                   | 26  |
| 34              | S 2.0   | 52 | Duilio Ghislotti              | Duilio Ghislotti Luigi Colzani                        | Lola T296                    | 22  |
| 35              | S 2.0   | 41 | Scuderia Torino Corse         | Vittorio Brambilla Lella Lombardi                     | Osella PA8                   | 16  |
| 36              | S 1.6   | 66 | Gerardo Vatielli              | Gerardo Vatielli Paolo Giangrossi                     | Osella PA6                   | 11  |
| 37              | Gr. 5   | 14 | Autosebio Racing              | Felice Besenzoni Luciano Dal Ben                      | Ferrari 308 GTB              | 6   |
| Nicht gestartet |         |    |                               |                                                       |                              |     |
| 38              | Gr. 5   | 12 | Jolly Club                    | Carlo Facetti Giancarlo Gagliardi                     | Ferrari 308 GTB Turbo        | 1   |
| 39              | S 1.6   | 62 | Salvatore Pellegrino          | Salvatore Pellegrino Vito Carone Duilio Truffo        | Osella PA4                   | 2   |
| 40              | S 1.6   | 67 | Gian Piero Gatti              | Gian Piero Gatti Angelo Bottazzini                    | Chevron B36                  | 3   |

1 nicht gestartet
2 nicht gestartet
3 nicht gestartet

### Nur in der Meldeliste
Hier finden sich Teams, Fahrer und Fahrzeuge, die ursprünglich für das Rennen gemeldet waren, aber nicht daran teilnahmen.
| Pos. | Klasse  | Nr. | Team              | Fahrer                                  | Chassis     |
| ---- | ------- | --- | ----------------- | --------------------------------------- | ----------- |
| 41   | Gr. 5   | 4   | Giovanni Lise     | Giovanni Lise Joe Castellano            | BMW 320i    |
| 42   | Gr. 5   | 16  | Paul Mahlke       | Klaus Böhm Uwe Köhler Günther Schneider | Porsche 935 |
| 43   | GT      | 23  | Sergio Rombolotti | Sergio Rombolotti Peppino Zonca         | Porsche 934 |
| 44   | GT      | 24  | Pietro Villa      | Pietro Villa Fernando Cazzaniga         | Porsche     |
| 45   | GT      | 25  | Jacques Guérin    | Jacques Guérin Franco Gasparetti        | Porsche 934 |
| 46   | S + 2.0 | 36  | Emilio Pegger     | Emilio Pegger                           | Porsche 908 |
| 47   | S + 2.0 | 37  | Adriano Gozzi     | Adriano Gozzi                           | Chevron     |
| 48   | S 2.0   | 49  | Furio Boccalero   | Furio Boccalero Leonardo Cavallo        | Osella PA8  |
| 49   | S 2.0   | 55  | Rolf Götz         | Rolf Götz Roland Binder                 | Chevron B31 |
| 50   | S 1.6   | 61  | Angelo Giliberti  | Angelo Giliberti Tommaso Casiglia       | Osella PA5  |
| 51   | S 1.6   | 68  | Giovanni Alberti  | Giovanni Alberti Alberto Alberti        | Chevron B21 |
| 52   | S 1.3   | 81  |                   | Francesco Patané                        | Chevron     |
| 53   | S 1.3   | 82  | Lello Soncini     | Lello Soncini                           | Raid        |

### Klassensieger
| Klasse  | Fahrer                  | Fahrer          | Fahrzeug           | Platzierung im Gesamtklassement |
| ------- | ----------------------- | --------------- | ------------------ | ------------------------------- |
| S + 2.0 | Alain de Cadenet        | Desiré Wilson   | De Cadenet Lola LM | Gesamtsieg                      |
| S 2.0   | Carlo Franchi           | Marcello Gallo  | Osella PA8         | Rang 9                          |
| S 1.6   | Ruggero Parpinelli      | Silvano Frisori | Osella PA6         | Rang 6                          |
| Gr. 5   | Jürgen Barth            | Henri Pescarolo | Porsche 935/77A    | Rang 2                          |
| GT      | kein Teilnehmer im Ziel |                 |                    |                                 |
| T       | kein Teilnehmer im Ziel |                 |                    |                                 |

### Renndaten
- Gemeldet: 53
- Gestartet: 37
- Gewertet: 13
- Rennklassen: 6
- Zuschauer: unbekannt
- Wetter am Renntag: leichter Regen am Rennschluss
- Streckenlänge: 5,800 km
- Fahrzeit des Siegerteams: 6:01:08,800 Stunden
- Gesamtrunden des Siegerteams: 183
- Gesamtdistanz des Siegerteams: 1061,400 km
- Siegerschnitt: 176,338 km/h
- Pole Position: Renzo Zorzi – Capoferri M1 (#32) – 1:45,950 = 197,074 km/h
- Schnellste Rennrunde: Renzo Zorzi – Capoferri M1 C11 (#32) – 1:48,600 = 192,265 km/h
- Rennserie: 5. Lauf zur Sportwagen-Weltmeisterschaft 1990